# Embajada de España de Guinea
La Embajada de España en Guinea es la máxima representación legal del Reino de España en la República de Guinea. También está acreditada en la República de Sierra Leona (2019).

## Embajador
El actual embajador es Cristian Font Calderón, quien fue nombrado por el gobierno de Pedro Sánchez el 1 de septiembre de 2020.

## Misión diplomática
El Reino de España concentra su representación en el país en la embajada en la capital del país, Conakry creada 1965 con carácter no residente. No obstante no fue hasta 2007 cuando el gobierno español estableció la embajada residente en el país africano.

## Historia
Las relaciones diplomáticas entre España y Guinea se iniciaron en 1965, año de la creación de la embajada no residente ese mismo año se nombró al primer embajador acreditado ante las autoridades de Conakry pero residente en Dakar. En 1977 Guinea quedó adscrita a la demarcación de la Embajada española en Ghana y dos años después pasó a la de la Embajada española en Liberia hasta que en 1992 volvió a la demarcación de Senegal hasta que finalmente fue creada la Embajada de España en Guinea (2007).

## Demarcación
Actualmente la embajada española en Guinea cuenta con un solo estado dentro de su demarcación:
- República de Sierra Leona: según el decreto 2704/1964 por el que se aprobó la creación de la embajada no residente en Freetown y dependiente de la Embajada española en Monrovia hasta 1971. Los asuntos diplomáticos de Sierra Leona fueron cambiando varias veces de demarcación, así, entre 1971 y 1978 fue dependiente de la Embajada española en  Acra (Ghana); de 1980 a 1991 de vuelta a Liberia de 1992 a 1993 de Lagos, antigua Embajada española en Nigeria. Desde 1994 a 2008 de la Embajada española en Dakar y, desde 2012 a 2018 en la demarcación de Abiyán, ciudad diplomática de Costa de Marfil. Actualmente, está integrada dentro de la Embajada de España en Guinea.